# 樋口敬七郎
樋口 敬七郎（ひぐち けいしちろう、1893年（明治26年）11月22日 - 1971年（昭和46年）12月4日）は、日本の陸軍軍人。最終階級は陸軍中将。

## 経歴
佐賀県唐津市出身。1915年（大正4年）5月、陸軍士官学校（27期）を卒業。同年12月、陸軍歩兵少尉に任官。1927年（昭和2年）12月、陸軍大学校（39期）を卒業した。
1931年（昭和6年）8月、陸士教官から関東軍独立守備隊参謀に転出、翌月、満州事変が勃発した。1934年（昭和9年）8月、陸大教官に発令された。1938年（昭和13年）7月、歩兵大佐に昇進。1939年（昭和14年）11月、第3師団参謀長に就任し日中戦争に出征。南支那方面軍参謀副長を経て、第23軍参謀副長となり、1941年（昭和16年）10月、陸軍少将に進級し太平洋戦争を迎えた。
開戦後、香港の戦いに参加。1942年（昭和17年）2月、台湾軍参謀長となり、次いで久留米第一陸軍予備士官学校長に発令された。1945年（昭和20年）3月、陸軍中将に進み、翌月、第156師団長に着任し、宮崎県本庄で本土決戦に備える中で終戦を迎えた。
戦後、戦犯容疑により逮捕され香港に連行されたが、1947年（昭和22年）6月に不起訴となり釈放された。同年11月28日、公職追放仮指定を受けた。その後、故郷の唐津で生活し、唐津市選挙管理委員会委員長も務めた。

## 親族
- 義父 松村法吉（陸軍中将）
- 義兄 松村知勝（陸軍少将）

## 著書
- 『戦国武将の俤』琢磨社、1931年。
- 『日本古来名将の戦略及統帥の観察』陸軍大学校将校集会所、1941年。